# 샤를로트 (룩셈부르크)
샤를로트(Charlotte, Grand Duchess of Luxembourg, 1896년 1월 23일 ~ 1985년 7월 9일)는 룩셈부르크의 여대공이다. 기욤 4세와 마리아 아나 대공비 사이에서 차녀로 태어났다. 1918년 언니인 마리아델라이드가 그녀에게 양위하였다. 제2차 세계 대전 중에는 룩셈부르크 망명정부를 이끌기도 하였으며, 1964년 장남인 장 대공에게 양위했다.

## 자녀
샤를로트는 파르마의 펠릭스와의 사이에서 2남 4녀를 두었다.
- 장 (1921-2019)
- 호엔베르크 공작부인 엘리자베트 (1922-2011)
- 도너스마르크 백작부인 마리아델라이드 (1924-2007)
- 홀슈타인라우엔부르크 백작부인 마리가브리엘 (1925-2023)
- 샤를 공자 (1927-1977)
- 리네 공작부인 알릭스 (1929-2019)